# Liste des archevêques de Cape Coast
La liste des archevêques de Cape Coast recense les ordinaires qui se sont succédé à la tête de la préfecture apostolique de la Côte-de-l'Or), puis du vicariat apostolique homonyme et enfin de l'archidiocèse de Cape Coast au Ghana.
La préfecture apostolique de la Côte-de-l'Or est fondée le 27 septembre 1879, par détachement du vicariat apostolique des Deux Guinées. Elle est élevée au rang de vicariat apostolique le 25 mai 1901.
Ce dernier est érigé en archidiocèse et change de dénomination le 18 avril 1950 pour devenir l'archidiocèse de Cape Coast (en) (Archidioecesis A Litore Aureo).

## Préfets apostoliques
- 27 septembre 1879-16 septembre 1895 : Augustin Planque SMA, supérieur général de la Société des missions africaines, exerce les fonctions de préfet apostolique de Côte-de-l'Or mais ne réside pas sur place.
- 16 septembre 1895-25 mai 1901 : Maximilien Albert SMA, préfet apostolique de Côte-de-l'Or.

## Vicaires apostoliques
- 25 mai 1901-† 15 décembre 1903 : Maximilien Albert SMA, promu vicaire apostolique de la Côte-de-l'Or.
- 4 mars 1904-† 20 novembre 1905 : Isidore Klaus SMA, vicaire apostolique de Côte-de-l'Or.
- 6 mars 1906-† 13 mars 1924 : François-Ignace Hummel SMA, vicaire apostolique de Côte-de-l'Or.
- 13 février 1925-14 novembre 1932 : Ernest Hauger SMA, vicaire apostolique de Côte-de-l'Or.
- 25 avril 1933-18 avril 1950 : William Porter SMA  (William Thomas Porter), vicaire apostolique de Côte-de-l'Or.

## Archevêques
- 18 avril 1950-15 mai 1959 : William Porter SMA (William Thomas Porter), promu archevêque de Cape Coast.
- 19 décembre 1959-† 22 septembre 1991 : John Amissah (John Kodwo Amissah)
- 6 octobre 1992-24 octobre 2009 : cardinal (21 octobre 2003) Peter Turkson (Peter Kodwo Appiah Turkson)
- 31 mai 2010-11 mai 2018 : Matthias Nketsiah (Matthias Kobena Nketsiah)
- depuis le 11 mai 2018 : Charles Palmer-Buckle

## Sources
- Fiche de l'archidiocèse sur catholic-hierarchy.org